# San Gregorio (Assisi)
San Gregorio è una frazione del comune di Assisi, in provincia di Perugia, situato a 279 m s.l.m. sul fianco di una collina, tra i territori di Assisi e Perugia, sulla riva sinistra del fiume Chiascio. Al censimento del 2001, risultava abitata da 13 persone.

## Storia
La località viene citata per la prima volta in un documento del 1114, nel quale si afferma che venne donata ad un certo Letone, priore della chiesa di San Rufino ad Assisi.
Nel 1232, circa 150 persone abitavano nell'agglomerato rurale di Sancti Gregorii, che venne poi cinto da mura difensive e da un fossato e dotato di un ponte levatoio.
Il castello è sempre stato al centro di aspre contese tra le città di Perugia ed Assisi, che nel corso dei secoli si sono alternate alla sua guida. Nel 1320 e nel 1383, infatti, passò sotto il dominio perugino, ma poi venne sempre ricondotto (anche forzatamente) nella sfera d'influenza assisate.
Nel 1479 il castello venne ulteriormente fortificato.

## Economia
L'amenità dei luoghi e la vicinanza con Assisi hanno fatto sviluppare un buon numero di imprese agrituristiche.

## Monumenti e luoghi d'arte
- Il castello, ancora nella struttura originale in arenaria, ciottoli e cotto, ha la porta d'accesso di forma ogivale sovrastata dal torrione, con le calatoie originali del ponte levatoio.[2]
- La Chiesa di San Gregorio (1120), dedicata ad un prete spoletino martirizzato sotto Diocleziano e Massimiano. Anticamente denominata S. Gregorio de Podio (del poggio), fu dapprima tra le dipendenze della cattedrale di Assisi e poi passò all'abbazia benedettina di Nonantola, in Emilia. Dell'antica chiesa, che forse si trovava fuori le mura, rimangono solo poche tracce. I vari affreschi interni, di scuola umbra, furono distaccati in seguito alla minaccia di crolli e custoditi nella pinacoteca comunale di Assisi.[3]

## Sport
- Mountain bike.